# Suki
Suki este o companie producătoare de ferestre și uși din România.
Număr de angajați:
- 2009: 40[1]
- 2007: 105[1]

Cifra de afaceri:
- 2008: 8,5 milioane lei[1]
- 2007: 19,7 milioane lei[1]